# Ben Lawers
Le Ben Lawers est un sommet d'Écosse culminant à 1 214 mètres d'altitude.

Vue vers le sud-ouest depuis le Ben Lawers avec Meall Corranaich à droite et Meall nan Tarmachan à gauche.

Vue vers le nord depuis le Ben Lawers.